# 望月盛時
望月 盛時（もちづき もりとき）は、戦国時代の武将。武田氏の家臣。甲斐・信濃の巫女頭とされる望月千代女が妻と伝わる。信濃国の国人・望月氏の当主とされるが、当時の当主として確認できるのは望月信雅である。

## 概要
望月氏は信濃国佐久郡の国衆。盛時は望月盛昌の子とも、武田信玄の甥ともいわれる。
天文14年（1545年）4月、甲斐国の戦国大名・武田晴信（信玄）から真田幸隆を使者として送られ武田氏の配下となり、太刀や馬を贈られた。望月一族が武田氏に降ったことにより、佐久郡の諸将もこれに降った。
永禄4年（1561年）、盛時は第四次川中島合戦に参陣し、上杉軍の簗田外記の槍に突かれ戦死した。享年58歳。
大草家所蔵系図によると、盛時の跡は武田信繁の子の望月信雅が継いだという。なお、確かな史料に見える望月信雅は天文18年（1549年）に望月氏の惣領職を与えられた人物の名であり、この信雅が信繁の子の信頼や信永を養子としている。